# Oxynaspis rossi
Oxynaspis rossi is een rankpootkreeftensoort uit de familie van de Oxynaspididae. De wetenschappelijke naam van de soort is voor het eerst geldig gepubliceerd in 1972 door Newman.